# Ligue A w piłce siatkowej mężczyzn (2021/2022)
Ligue A w piłce siatkowej mężczyzn 2021/2022 – 83. sezon mistrzostw Francji w piłce siatkowej zorganizowany przez Ligue Nationale de Volley (LNV) pod egidą Francuskiego Związku Piłki Siatkowej (Fédération Française de Volley-Ball, FFVB). Zainaugurowany został 7 października 2021 roku i trwał do 14 maja 2022 roku.
W Ligue A w sezonie 2021/2022 uczestniczyło 14 drużyn. Do najwyższej klasy rozgrywkowej dołączył klub Plessis Robinson Volley Ball.
Rozgrywki składały się z fazy zasadniczej, fazy play-off oraz fazy play-down. W fazie zasadniczej drużyny rozegrały między sobą po dwa spotkania. Osiem najlepszych zespołów awansowało do fazy play-off, która miała na celu wyłonić mistrza i wicemistrza Francji. Obejmowała ona ćwierćfinały, półfinały i finały. Zespoły, które w fazie zasadniczej zajęły miejsca 9-14, trafiły do fazy play-down i rywalizowały o utrzymanie w najwyższej klasie rozgrywkowej.
Po raz ósmy mistrzem Francji został klub Montpellier HSC VB, który w finałach fazy play-off pokonał Tours VB. Poprzedni tytuł mistrzowski klub z Montpellier zdobył w sezonie 1974/1975. Do Ligue B spadł klub AS Cannes.

## System rozgrywek
Ligue A w sezonie 2022/2023 składała się z fazy zasadniczej, fazy play-off oraz fazy play-down.

### Faza zasadnicza
W fazie zasadniczej uczestniczyło 14 drużyn. Rozegrały one ze sobą po dwa spotkania systemem kołowym (każdy z każdym – mecz u siebie i rewanż na wyjeździe). Osiem najlepszych drużyn fazy zasadniczej awansowało do fazy play-off. Pozostałe zespoły trafiły do fazy play-down.

### Faza play-off
Faza play-off składała się z ćwierćfinałów, półfinałów i finałów. Jej celem było wyłonienie mistrza i wicemistrza Francji.
Ćwierćfinały

W ćwierćfinałach grały drużyny, które w fazie zasadniczej zajęły w tabeli miejsca od 1 do 8. Ćwierćfinałowe pary utworzone zostały według klucza: 1-8; 2-7; 3-6; 4-5. Rywalizacja toczyła się do trzech zwycięstw. Gospodarzem pierwszego, drugiego i piątego meczu był zespół, który w fazie zasadniczej zajął wyższe miejsce, natomiast trzeciego i czwartego – ten, który w fazie zasadniczej zajął niższe miejsce.
Półfinały

W półfinałach grali zwycięzcy z poszczególnych par ćwierćfinałowych. Pierwszą parę półfinałową utworzył zwycięzca w parze 1-8 ze zwycięzcą w parze 4-5, drugą natomiast – zwycięzca w parze 2-7 ze zwycięzcą w parze 3-6. Rywalizacja toczyła się do dwóch zwycięstw ze zmianą gospodarza po każdym meczu. Gospodarzem pierwszego spotkania był zespół, który w fazie zasadniczej zajął wyższe miejsce.
Finały

O tytuł mistrzowski grali zwycięzcy w parach półfinałowych. Rywalizacja toczyła się do dwóch zwycięstw ze zmianą gospodarza po każdym meczu. Gospodarzem pierwszego spotkania był zespół, który w fazie zasadniczej zajął wyższe miejsce.
Klasyfikacja końcowa

Zwycięzca fazy play-off został mistrzem Francji i zajął 1. miejsce w klasyfikacji końcowej. Finalista fazy play-off został wicemistrzem Francji i zajął 2. miejsce w klasyfikacji końcowej. Pozostałe drużyny uczestniczące w fazie play-off sklasyfikowane zostały na podstawie tabeli fazy zasadniczej.

### Faza play-down
W fazie play-down uczestniczyły drużyny, które w fazie zasadniczej zajęły miejsca 9-14. Rozegrały one między sobą po dwa spotkania systemem kołowym (każdy z każdym – mecz u siebie i rewanż na wyjeździe). Drużyny fazę play-down rozpoczynały z następującą liczbą punktów:
- 9. miejsce w fazie zasadniczej – 15 pkt;
- 10. miejsce w fazie zasadniczej – 12 pkt;
- 11. miejsce w fazie zasadniczej – 9 pkt;
- 12. miejsce w fazie zasadniczej – 6 pkt;
- 13. miejsce w fazie zasadniczej – 3 pkt;
- 14. miejsce w fazie zasadniczej – 0 pkt.

Drużyna, która po rozegraniu wszystkich meczów fazę play-down zakończyła na ostatnim miejscu w tabeli, w klasyfikacji końcowej zajęła 14. miejsce i spadła do Ligue B. Pozostałe zespoły zostały sklasyfikowane odpowiednio na miejscach 9-13.

## Drużyny uczestniczące
| | Ligue A 2021/2022            |    |     |
| --- | ---------------------------- | -- | --- |
| CAN | AS Cannes                    | 1  | LM  |
| CHM | Chaumont VB 52 Haute-Marne   | 2  | CEV |
| MTP | Montpellier HSC VB           | 3  | CEV |
| NAR | Narbonne Volley              | 4  | Ch  |
| TOU | Tours VB                     | 5  | CEV |
| CAM | Cambrai Volley               | 6  |     |
| TRC | Tourcoing LM                 | 7  |     |
| POI | Stade Poitevin Poitiers      | 8  |     |
| SÈT | Arago de Sète                | 9  |     |
| PAR | Paris Volley                 | 10 |     |
| TLS | Spacer’s de Toulouse         | 11 |     |
| NIC | Nice VB                      | 12 |     |
| NAN | Nantes Rezé MV               | 13 |     |
| | Awans z Ligue B              |    |     |
| PLR | Plessis Robinson Volley Ball | 1  |     |
| Oznaczenia: - kolumna pierwsza – skróty nazw drużyn wpisane na mapie (jeśli ta została zamieszczona), - kolumna trzecia – miejsce zajęte przez daną drużynę w poprzednim sezonie. |                              |    |     |

## Hale sportowe
| Klub                         | Hala sportowa                                          | Adres                                                          | Miejscowość         | Pojemność |       |
| ---------------------------- | ------------------------------------------------------ | -------------------------------------------------------------- | ------------------- | --------- | ----- |
| Arago de Sète                | Halle des Sports Louis Marty                           | Rue des Gerfauts 34200 Sète                                    | Sète                | 950       |       |
| AS Cannes                    | Palais des Victoires                                   | 2 avenue Maurice Chevalier 06150 Cannes La Bocca               | Cannes              | 4000      |       |
| Cambrai Volley               | Salle Jean-Marie Vanpoulle                             | Boulevard de la Liberté 59400 Cambrai                          | Cambrai             | 1520      |       |
| Chaumont VB 52 Haute-Marne   | Palestra                                               | 5 rue Antoine de Saint-Exupéry 52000 Chaumont                  | Chaumont            | 2500      |       |
| Montpellier HSC VB           | Palais des sports Jacques Chaban-Delmas                | 515 avenue de la Monnaie 34170 Castelnau-le-Lez                | Castelnau-le-Lez    | 3300      |       |
| Nantes Rezé MV               | Gymnase Arthur Dugast                                  | 22 boulevard Jean Monnet 44400 Rezé                            | Rezé                | 1497      |       |
| Nantes Rezé MV               | Complexe Sportif Mangin-Beaulieu                       | 2 rue des Boires 44200 Nantes                                  | Nantes              | 2294      | [ a ] |
| Nantes Rezé MV               | Salle sportive métropolitaine                          | 91 rue de la Trocardière 44400 Rezé                            | Rezé                | 4238      | [ b ] |
| Narbonne Volley              | Narbonne Arena                                         | 74 avenue Maitre Hubert Mouly 11100 Narbonne                   | Narbona             | 3500      |       |
| Nice VB                      | Salle Gianmarchi                                       | 3 chemin Saint Philippe 06000 Nice                             | Nicea               | 1000      |       |
| Paris Volley                 | Salle Pierre Charpy                                    | 17 avenue Pierre-de-Coubertin 75013 Paris                      | Paryż               | 1435      |       |
| Plessis Robinson Volley Ball | Espace Omnisports                                      | Place woking, avenue Édouard Herriot 92350 Le Plessis-Robinson | Le Plessis-Robinson | 850       | [ c ] |
| Spacer’s de Toulouse         | Palais des sports André Brouat                         | 3 rue Pierre Laplace 31000 Toulouse                            | Tuluza              | 4500      |       |
| Stade Poitevin Poitiers      | Salle omnisports Frédéric Lawson-Body                  | 57 rue de la Ganterie 86000 Poitiers                           | Poitiers            | 2750      |       |
| Tourcoing LM                 | Complexe sportif Léo Lagrange (Salle Pierre Dumortier) | 17 rue des Anges 59200 Tourcoing                               | Tourcoing           | 2200      |       |
| Tours VB                     | Centre municipal des sports (Salle Robert Grenon)      | 1 boulevard de Lattre de Tassigny 37000 Tours                  | Tours               | 3150      |       |

## Trenerzy
| Klub                         | Pierwszy trener     | Drugi trener                |
| ---------------------------- | ------------------- | --------------------------- |
| Arago de Sète                | Patrick Duflos      | Christophe Lefel            |
| AS Cannes                    | Nikola Matijasevic  | Dušan Pribanović Eric Rouer |
| Cambrai Volley               | Gabriel Denys       | Ludovic Kupiec              |
| Chaumont VB 52 Haute-Marne   | Silvano Prandi      | Antonello Andriani          |
| Montpellier HSC VB           | Olivier Lecat       | Loïc Le Marrec              |
| Nantes Rezé MV               | Hubert Henno        | Michele Bulleri             |
| Narbonne Volley              | Guillermo Falasca   | Tristan Martin              |
| Nice VB                      | Rafael Redwitz      | Fabrice Chalendar           |
| Paris Volley                 | Dorian Rougeyron    | —                           |
| Plessis Robinson Volley Ball | Cédric Logeais      | —                           |
| Spacer’s de Toulouse         | Stéphane Sapinart   | Diógenes Zagonel            |
| Stade Poitevin Poitiers      | Brice Donat         | Steven Platteau             |
| Tourcoing LM                 | Mauricio Paes       | David Sousa                 |
| Tours VB                     | Marcelo Fronckowiak | Thomas Royer                |

### Zmiany trenerów
| Przed sezonem    |                       |               |                       |            |             |
| AS Cannes        | Luc Marquet           | 31.03.2021    | Horacio Dileo         | 16.06.2021 | [ 4 ] [ 5 ] |
| Cambrai Volley   | Gabriel Denys         | 16.06.2021    | Roman Ondrušek        | 16.06.2021 | [ 6 ]       |
| Nantes Rezé MV   | Fulvio Bertini        | 09.04.2021    | Hubert Henno          | 15.04.2021 | [ 7 ] [ 8 ] |
| Nice VB          | Ratko Peris           | 28.04.2021    | Rafael Redwitz        | 28.04.2021 | [ 9 ]       |
| Tours VB         | Hubert Henno          | 15.04.2021    | Marcelo Fronckowiak   | 15.04.2021 | [ 10 ]      |
| W trakcie sezonu |                       |               |                       |            |             |
| AS Cannes        | Horacio Dileo         | 14.12.2021    | Nikola Matijasevic    | 14.12.2021 | [ 11 ]      |
| Cambrai Volley   | Roman Ondrušek        | 10.03.2022    | Ludovic Kupiec (p.o.) | 10.03.2022 | [ 12 ]      |
| Cambrai Volley   | Ludovic Kupiec (p.o.) | — (II trener) | Gabriel Denys         | 02.04.2022 | [ 13 ]      |

## Faza zasadnicza

### Tabela wyników
| Gospodarz \ Gość1            | CAN | CHM | MTP | NAR | TOU | CAM | TRC | POI | SÈT | PAR | TLS | NIC | NAN | PLR |
| ---------------------------- | --- | --- | --- | --- | --- | --- | --- | --- | --- | --- | --- | --- | --- | --- |
| AS Cannes                    | -   | 0:3 | 0:3 | 0:3 | 0:3 | 1:3 | 0:3 | 0:3 | 0:3 | 3:2 | 0:3 | 3:2 | 0:3 | 2:3 |
| Chaumont VB 52 Haute-Marne   | 3:0 | -   | 3:2 | 1:3 | 0:3 | 3:0 | 3:1 | 3:1 | 3:0 | 3:1 | 3:1 | 3:2 | 3:2 | 3:0 |
| Montpellier HSC VB           | 3:0 | 3:2 | -   | 1:3 | 3:2 | 3:0 | 1:3 | 3:0 | 3:0 | 3:1 | 3:2 | 3:0 | 1:3 | 3:1 |
| Narbonne Volley              | 3:0 | 1:3 | 0:3 | -   | 0:3 | 3:0 | 2:3 | 3:2 | 3:1 | 3:1 | 3:1 | 2:3 | 3:1 | 3:1 |
| Tours VB                     | 3:0 | 3:1 | 3:0 | 3:0 | -   | 3:0 | 3:0 | X   | 3:2 | 3:2 | 3:1 | 3:2 | 3:0 | X   |
| Cambrai Volley               | 3:0 | 3:1 | 0:3 | 2:3 | 0:3 | -   | 0:3 | 3:0 | 1:3 | 2:3 | 2:3 | 1:3 | 3:1 | 3:1 |
| Tourcoing LM                 | 3:1 | 1:3 | 2:3 | 3:0 | 0:3 | 3:1 | -   | 3:2 | 2:3 | 3:1 | 3:1 | 3:1 | 1:3 | 3:2 |
| Stade Poitevin Poitiers      | 3:1 | 2:3 | 1:3 | 1:3 | 1:3 | 3:1 | 3:0 | -   | 1:3 | 2:3 | 3:1 | 3:0 | 1:3 | 0:3 |
| Arago de Sète                | 3:1 | 3:0 | 0:3 | 3:0 | 3:0 | 3:0 | 3:1 | 1:3 | -   | 3:0 | 3:2 | 0:3 | 1:3 | 3:0 |
| Paris Volley                 | 3:1 | 2:3 | 3:0 | 1:3 | 2:3 | 3:1 | 3:1 | 3:0 | 0:3 | -   | 3:1 | 3:2 | 3:2 | 0:3 |
| Spacer’s de Toulouse         | 3:0 | 0:3 | 3:0 | 0:3 | 1:3 | 1:3 | 2:3 | 3:0 | 1:3 | 1:3 | -   | 3:0 | 1:3 | 3:1 |
| Nice VB                      | 3:1 | 2:3 | 0:3 | 2:3 | 1:3 | 3:1 | 3:1 | 3:0 | 1:3 | 1:3 | 3:2 | -   | 3:1 | 3:2 |
| Nantes Rezé MV               | 1:3 | 2:3 | 0:3 | 0:3 | 1:3 | 3:1 | 3:1 | 0:3 | 3:2 | 3:2 | 3:2 | 1:3 | -   | 1:3 |
| Plessis Robinson Volley Ball | 3:0 | 1:3 | 3:0 | 0:3 | 0:3 | 3:1 | 2:3 | 3:1 | 3:1 | 0:3 | 1:3 | 2:3 | 3:0 | -   |

Źródło: LNV – Data Project (fr.)
1 Drużyna gospodarzy jest wymieniona po lewej stronie tabeli.
Uwagi: Mecze Tours VB – Stade Poitevin Poitiers oraz Tours VB – Plessis Robinson Volley Ball nie odbyły się.
Kolory:
  zwycięstwo gospodarzy 3:0 lub 3:1
  zwycięstwo gospodarzy 3:2
  zwycięstwo gości 3:0 lub 3:1
  zwycięstwo gości 3:2

### Tabela
| Lp. | Drużyna                      | Pkt   | Pkt/M | Mecze | Mecze | Mecze | Rodzaj wyniku | Rodzaj wyniku | Rodzaj wyniku | Rodzaj wyniku | Rodzaj wyniku | Rodzaj wyniku | Sety | Sety | Sety  | Małe punkty | Małe punkty | Małe punkty |
| Lp. | Drużyna                      | Pkt   | Pkt/M | M     | W     | P     | 3:0           | 3:1           | 3:2           | 2:3           | 1:3           | 0:3           | wyg. | prz. | ratio | zdob.       | str.        | ratio       |
| --- | ---------------------------- | ----- | ----- | ----- | ----- | ----- | ------------- | ------------- | ------------- | ------------- | ------------- | ------------- | ---- | ---- | ----- | ----------- | ----------- | ----------- |
| 1.  | Tours VB                     | 63    | 2.63  | 24    | 22    | 2     | 12            | 6             | 4             | 1             | 0             | 1             | 68   | 20   | 3.40  | 2094        | 1877        | 1.12        |
| 2.  | Chaumont VB 52 Haute-Marne   | 54    | 2.08  | 26    | 20    | 6     | 6             | 7             | 7             | 1             | 3             | 2             | 65   | 39   | 1.67  | 2426        | 2285        | 1.06        |
| 3.  | Montpellier HSC VB           | 51    | 1.96  | 26    | 18    | 8     | 11            | 3             | 4             | 1             | 3             | 4             | 59   | 35   | 1.69  | 2193        | 1971        | 1.11        |
| 4.  | Narbonne Volley              | 50(1) | 1.92  | 26    | 18    | 8     | 6             | 9             | 3             | 2             | 1             | 5             | 59   | 39   | 1.51  | 2206        | 2028        | 1.09        |
| 5.  | Arago de Sète                | 48    | 1.85  | 26    | 16    | 10    | 8             | 6             | 2             | 2             | 4             | 4             | 56   | 40   | 1.40  | 2196        | 2079        | 1.06        |
| 6.  | Paris Volley                 | 40    | 1.54  | 26    | 13    | 13    | 3             | 6             | 4             | 5             | 5             | 3             | 54   | 53   | 1.02  | 2376        | 2409        | 0.99        |
| 7.  | Tourcoing LM                 | 39    | 1.50  | 26    | 14    | 12    | 3             | 6             | 5             | 2             | 7             | 3             | 53   | 52   | 1.02  | 2378        | 2319        | 1.03        |
| 8.  | Nice VB                      | 38    | 1.46  | 26    | 12    | 14    | 2             | 6             | 4             | 6             | 4             | 4             | 52   | 56   | 0.93  | 2358        | 2386        | 0.99        |
| 9.  | Plessis Robinson Volley Ball | 33    | 1.32  | 25    | 10    | 15    | 5             | 4             | 1             | 4             | 6             | 5             | 44   | 51   | 0.86  | 2123        | 2155        | 0.99        |
| 10. | Nantes Rezé MV               | 33    | 1.27  | 26    | 11    | 15    | 1             | 7             | 3             | 3             | 7             | 5             | 46   | 58   | 0.79  | 2332        | 2323        | 1.00        |
| 11. | Stade Poitevin Poitiers      | 28    | 1.12  | 25    | 8     | 17    | 4             | 4             | 0             | 4             | 7             | 6             | 39   | 55   | 0.71  | 2082        | 2109        | 0.99        |
| 12. | Spacer’s de Toulouse         | 28    | 1.08  | 26    | 8     | 18    | 5             | 2             | 1             | 5             | 11            | 2             | 45   | 58   | 0.78  | 2324        | 2384        | 0.98        |
| 13. | Cambrai Volley               | 24    | 0.92  | 26    | 7     | 19    | 2             | 5             | 0             | 3             | 8             | 8             | 35   | 62   | 0.56  | 2129        | 2226        | 0.96        |
| 14. | AS Cannes                    | 8     | 0.31  | 26    | 3     | 23    | 0             | 1             | 2             | 1             | 6             | 16            | 17   | 74   | 0.23  | 1540        | 2206        | 0.70        |

Źródło: LNV – Data Project (fr.)
Zasady ustalania kolejności: 1. liczba zdobytych punktów; 2. mniejsza liczba dyscyplinarnie odjętych punktów; 3. liczba wygranych meczów; 4. wyższy stosunek setów; 5. wyższy stosunek małych punktów; 6. bilans w bezpośrednich spotkaniach.
Punktacja: 3:0 i 3:1 - 3 pkt; 3:2 - 2 pkt; 2:3 - 1 pkt; 1:3 i 0:3 - 0 pkt
Uwagi:
(1) Z powodu przypadków COVID-19 w drużynie Narbonne Volley mecz Narbonne Volley – Montpellier HSC VB nie odbył się. Decyzją władz ligi wynik spotkania uznany został za walkower dla drużyny z Montpellier, a klub Narbonne Volley ukarany został odjęciem 3 punktów.
(2) Z powodu problemów terminarzowych mecze Tours VB – Stade Poitevin Poitiers oraz Tours VB – Plessis Robinson Volley Ball nie odbyły się. Ostateczna klasyfikacja fazy zasadniczej ustalona została na podstawie ilorazu między liczbą punktów a liczbą rozegranych meczów.
     Faza play-off
     Faza play-down

## Faza play-off

### Drabinka
|  |              |                            |              |                    |              |              |              |   |          |           |                            |           |           |           |  |  |        |        |        |        |        |
|  | Ćwierćfinały | Ćwierćfinały               | Ćwierćfinały | Ćwierćfinały       | Ćwierćfinały | Ćwierćfinały | Ćwierćfinały |   |          | Półfinały | Półfinały                  | Półfinały | Półfinały | Półfinały |  |  | Finały | Finały | Finały | Finały | Finały |
|  | Ćwierćfinały | Ćwierćfinały               | Ćwierćfinały | Ćwierćfinały       | Ćwierćfinały | Ćwierćfinały | Ćwierćfinały |   |          | Półfinały | Półfinały                  | Półfinały | Półfinały | Półfinały |  |  | Finały | Finały | Finały | Finały | Finały |
|  |              |                            |              |                    |              |              |              |   |          |           |                            |           |           |           |  |  |        |        |        |        |        |
|  |              |                            |              |                    |              |              |              |   |          |           |                            |           |           |           |  |  |        |        |        |        |        |
|  | 1            | Tours VB                   | 3            | 3                  | 3            |              |              |   |          |           |                            |           |           |           |  |  |        |        |        |        |        |
|  | 1            | Tours VB                   | 3            | 3                  | 3            |              |              |   |          |           |                            |           |           |           |  |  |        |        |        |        |        |
|  | 8            | Nice VB                    | 2            | 0                  | 2            |              |              |   |          |           |                            |           |           |           |  |  |        |        |        |        |        |
|  | 8            | Nice VB                    | 2            | 0                  | 2            |              |              | 1 | Tours VB | 3         | 0                          | 3         |           |           |  |  |        |        |        |        |        |
|  |              |                            |              |                    |              |              |              | 1 | Tours VB | 3         | 0                          | 3         |           |           |  |  |        |        |        |        |        |
|  |              |                            | 4            | Narbonne Volley    | 0            | 3            | 0            |   |          |           |                            |           |           |           |  |  |        |        |        |        |        |
|  | 4            | Narbonne Volley            | 4            | Narbonne Volley    | 0            | 3            | 0            | 3 | 3        | 1         | 0                          | 3         |           |           |  |  |        |        |        |        |        |
|  | 4            | Narbonne Volley            |              |                    |              |              |              |   |          | 1         | 0                          | 3         |           |           |  |  |        |        |        |        |        |
|  | 5            | Arago de Sète              | 1            | 1                  | 3            | 3            | 2            |   |          |           |                            |           |           |           |  |  |        |        |        |        |        |
|  | 5            | Arago de Sète              | 1            | 1                  | 3            | 3            | 2            |   |          | 1         | Tours VB                   | 2         | 0         |           |  |  |        |        |        |        |        |
|  |              |                            |              |                    |              |              |              |   |          |           |                            |           |           |           |  |  |        |        |        |        |        |
|  |              |                            | 3            | Montpellier HSC VB | 3            | 3            |              |   |          |           |                            |           |           |           |  |  |        |        |        |        |        |
|  | 2            | Chaumont VB 52 Haute-Marne | 3            | Montpellier HSC VB | 3            | 3            | 3            | 3 | 2        | 0         | 3                          |           |           |           |  |  |        |        |        |        |        |
|  | 2            | Chaumont VB 52 Haute-Marne |              |                    |              |              |              |   |          | 0         | 3                          |           |           |           |  |  |        |        |        |        |        |
|  | 7            | Tourcoing LM               | 1            | 0                  | 3            | 3            | 0            |   |          |           |                            |           |           |           |  |  |        |        |        |        |        |
|  | 7            | Tourcoing LM               | 1            | 0                  | 3            | 3            | 0            |   |          | 2         | Chaumont VB 52 Haute-Marne | 1         | 2         |           |  |  |        |        |        |        |        |
|  |              |                            |              |                    |              |              |              |   |          | 2         | Chaumont VB 52 Haute-Marne | 1         | 2         |           |  |  |        |        |        |        |        |
|  |              |                            | 3            | Montpellier HSC VB | 3            | 3            |              |   |          |           |                            |           |           |           |  |  |        |        |        |        |        |
|  | 3            | Montpellier HSC VB         | 3            | Montpellier HSC VB | 3            | 3            | 3            | 3 | 3        |           |                            |           |           |           |  |  |        |        |        |        |        |
|  | 3            | Montpellier HSC VB         |              |                    |              |              |              |   |          |           |                            |           |           |           |  |  |        |        |        |        |        |
|  | 6            | Paris Volley               | 1            | 0                  | 0            |              |              |   |          |           |                            |           |           |           |  |  |        |        |        |        |        |
|  | 6            | Paris Volley               | 1            | 0                  | 0            |              |              |   |          |           |                            |           |           |           |  |  |        |        |        |        |        |

### Ćwierćfinały
(do trzech zwycięstw)
| Data                           | Godz.                          | Gospodarz                      | Rezultat                                | Gość                       | Widzów            | MVP                        |
| ------------------------------ | ------------------------------ | ------------------------------ | --------------------------------------- | -------------------------- | ----------------- | -------------------------- |
| Tours VB (1)                   | Tours VB (1)                   | Tours VB (1)                   | 3 – 0                                   | (8) Nice VB                | (8) Nice VB       | (8) Nice VB                |
| 08.04.2022                     | 20:00                          | Tours VB                       | 3:2 (27:25, 20:25, 18:25, 25:22, 15:7)  | Nice VB                    | 2206              |                            |
| 10.04.2022                     | 17:00                          | Tours VB                       | 3:0 (25:18, 25:19, 25:19)               | Nice VB                    | 2006              | Luciano Palonsky           |
| 14.04.2022                     | 20:00                          | Nice VB                        | 2:3 (24:26, 22:25, 25:19, 25:23, 13:15) | Tours VB                   | 902               | Luke Perry                 |
| Narbonne Volley (4)            | Narbonne Volley (4)            | Narbonne Volley (4)            | 3 – 2                                   | (5) Arago de Sète          | (5) Arago de Sète | (5) Arago de Sète          |
| 08.04.2022                     | 19:30                          | Narbonne Volley                | 3:1 (25:18, 25:20, 20:25, 27:25)        | Arago de Sète              | 1600              | Rafael Rodrigues de Araújo |
| 10.04.2022                     | 17:00                          | Narbonne Volley                | 3:1 (26:24, 19:25, 25:21, 25:21)        | Arago de Sète              | 1501              | Nicolas Zerba              |
| 14.04.2022                     | 19:30                          | Arago de Sète                  | 3:1 (25:21, 17:25, 26:24, 25:19)        | Narbonne Volley            | 758               | Tom Picard                 |
| 16.04.2022                     | 19:30                          | Arago de Sète                  | 3:0 (25:0, 25:0, 25:0)                  | Narbonne Volley            | —                 | —                          |
| 20.04.2022                     | 19:30                          | Narbonne Volley                | 3:2 (21:25, 25:23, 25:23, 23:25, 15:12) | Arago de Sète              | 0                 | Lisandro Zanotti           |
| Chaumont VB 52 Haute-Marne (2) | Chaumont VB 52 Haute-Marne (2) | Chaumont VB 52 Haute-Marne (2) | 3 – 2                                   | (7) Tourcoing LM           | (7) Tourcoing LM  | (7) Tourcoing LM           |
| 08.04.2022                     | 20:00                          | Chaumont VB 52 Haute-Marne     | 3:1 (25:22, 20:25, 25:17, 25:18)        | Tourcoing LM               | 1463              | Fabian Plak                |
| 10.04.2022                     | 17:00                          | Chaumont VB 52 Haute-Marne     | 3:0 (25:16, 25:23, 25:23)               | Tourcoing LM               | 1341              | Raphaël Corre              |
| 14.04.2022                     | 20:00                          | Tourcoing LM                   | 3:2 (19:25, 25:20, 21:25, 30:28, 15:7)  | Chaumont VB 52 Haute-Marne | 2000              | Daryl Bultor               |
| 16.04.2022                     | 19:00                          | Tourcoing LM                   | 3:0 (25:22, 27:25, 25:16)               | Chaumont VB 52 Haute-Marne |                   | Gabriel Vaccari            |
| 20.04.2022                     | 20:00                          | Chaumont VB 52 Haute-Marne     | 3:0 (25:20, 25:18, 25:20)               | Tourcoing LM               | 1656              | Julien Lemay               |
| Montpellier HSC VB (3)         | Montpellier HSC VB (3)         | Montpellier HSC VB (3)         | 3 – 0                                   | (6) Paris Volley           | (6) Paris Volley  | (6) Paris Volley           |
| 08.04.2022                     | 20:00                          | Montpellier HSC VB             | 3:1 (25:16, 25:19, 19:25, 25:23)        | Paris Volley               | 1658              | Nicolas Le Goff            |
| 10.04.2022                     | 16:30                          | Montpellier HSC VB             | 3:0 (25:18, 25:17, 25:22)               | Paris Volley               | 956               | Nicolás Lazo               |
| 14.04.2022                     | 20:00                          | Paris Volley                   | 0:3 (20:25, 16:25, 22:25)               | Montpellier HSC VB         | 1000              | Javier González            |

### Półfinały
(do dwóch zwycięstw)
| Data                           | Godz.                          | Gospodarz                      | Rezultat                                | Gość                       | Widzów                 | MVP                    |
| ------------------------------ | ------------------------------ | ------------------------------ | --------------------------------------- | -------------------------- | ---------------------- | ---------------------- |
| Tours VB (1)                   | Tours VB (1)                   | Tours VB (1)                   | 2 – 1                                   | (4) Narbonne Volley        | (4) Narbonne Volley    | (4) Narbonne Volley    |
| 24.04.2022                     | 17:00                          | Tours VB                       | 3:0 (25:17, 25:17, 31:29)               | Narbonne Volley            | 2511                   | Kévin Tillie           |
| 27.04.2022                     | 19:30                          | Narbonne Volley                | 3:0 (25:21, 25:23, 25:17)               | Tours VB                   | 3000                   | Ludovic Duée           |
| 30.04.2022                     | 20:00                          | Tours VB                       | 3:0 (25:18, 25:23, 25:19)               | Narbonne Volley            | 2600                   | Pierre Derouillon      |
| Chaumont VB 52 Haute-Marne (2) | Chaumont VB 52 Haute-Marne (2) | Chaumont VB 52 Haute-Marne (2) | 0 – 2                                   | (3) Montpellier HSC VB     | (3) Montpellier HSC VB | (3) Montpellier HSC VB |
| 24.04.2022                     | 17:00                          | Chaumont VB 52 Haute-Marne     | 1:3 (22:25, 25:18, 22:25, 21:25)        | Montpellier HSC VB         | 1575                   | Javier González        |
| 27.04.2022                     | 20:00                          | Montpellier HSC VB             | 3:2 (20:25, 20:25, 25:22, 25:23, 18:16) | Chaumont VB 52 Haute-Marne | 2274                   | Théo Faure             |

### Finały
(do dwóch zwycięstw)
| Data         | Godz.        | Gospodarz          | Rezultat                                | Gość                   | Widzów                 | MVP                    |
| ------------ | ------------ | ------------------ | --------------------------------------- | ---------------------- | ---------------------- | ---------------------- |
| Tours VB (1) | Tours VB (1) | Tours VB (1)       | 0 – 2                                   | (3) Montpellier HSC VB | (3) Montpellier HSC VB | (3) Montpellier HSC VB |
| 07.05.2022   | 20:00        | Tours VB           | 2:3 (23:25, 16:25, 25:23, 25:17, 12:15) | Montpellier HSC VB     | 3034                   | Théo Faure             |
| 11.05.2022   | 20:00        | Montpellier HSC VB | 3:0 (25:17, 25:21, 30:28)               | Tours VB               | 2805                   | Javier González        |

## Faza play-down

### Tabela wyników
| Gospodarz \ Gość1            | PLR | NAN | POI | TLS | CAM | CAN |
| ---------------------------- | --- | --- | --- | --- | --- | --- |
| Plessis Robinson Volley Ball | -   | 3:2 | 1:3 | 2:3 | 1:3 | 2:3 |
| Nantes Rezé MV               | 0:3 | -   | 3:1 | 1:3 | 0:3 | 3:1 |
| Stade Poitevin Poitiers      | 3:1 | 3:1 | -   | 3:2 | 3:1 | 2:3 |
| Spacer’s de Toulouse         | 3:2 | 3:1 | 3:0 | -   | 1:3 | 3:0 |
| Cambrai Volley               | 3:2 | 3:2 | 0:3 | 3:0 | -   | 3:1 |
| AS Cannes                    | 3:1 | 2:3 | 1:3 | 1:3 | 2:3 | -   |

Źródło: LNV – Data Project (fr.)
1 Drużyna gospodarzy jest wymieniona po lewej stronie tabeli.
Kolory:
  zwycięstwo gospodarzy 3:0 lub 3:1
  zwycięstwo gospodarzy 3:2
  zwycięstwo gości 3:0 lub 3:1
  zwycięstwo gości 3:2

### Terminarz i wyniki spotkań
| Data        | Godz. | Gospodarz                    | Rezultat                                | Gość                         | Widzów | MVP                   |
| ----------- | ----- | ---------------------------- | --------------------------------------- | ---------------------------- | ------ | --------------------- |
| 1. KOLEJKA  |       |                              |                                         |                              |        |                       |
| 09.04.2022  | 19:00 | Plessis Robinson Volley Ball | 2:3 (25:19, 25:20, 27:29, 22:25, 13:15) | AS Cannes                    | 450    | Ołeksij Klamar        |
| 09.04.2022  | 19:30 | Stade Poitevin Poitiers      | 3:2 (25:22, 23:25, 14:25, 25:22, 15:11) | Spacer’s de Toulouse         | 1256   | Luca Ramon            |
| 09.04.2022  | 20:00 | Nantes Rezé MV               | 0:3 (19:25, 21:25, 17:25)               | Cambrai Volley               |        |                       |
| 2. KOLEJKA  |       |                              |                                         |                              |        |                       |
| 13.04.2022  | 20:00 | Cambrai Volley               | 3:2 (25:20, 20:25, 18:25, 25:22, 16:14) | Plessis Robinson Volley Ball | 692    | Wasyl Tupczij         |
| 13.04.2022  | 20:00 | Stade Poitevin Poitiers      | 2:3 (26:28, 21:25, 25:23, 25:19, 8:15)  | AS Cannes                    | 1422   | Ronald Jimenez        |
| 13.04.2022  | 20:00 | Spacer’s de Toulouse         | 3:1 (27:25, 25:18, 21:25, 25:22)        | Nantes Rezé MV               | 947    | Daniel Cagliari       |
| 3. KOLEJKA  |       |                              |                                         |                              |        |                       |
| 16.04.2022  | 19:00 | Plessis Robinson Volley Ball | 2:3 (25:21, 30:28, 20:25, 23:25, 16:18) | Spacer’s de Toulouse         | 500    | Gijs Jorna            |
| 16.04.2022  | 20:00 | Nantes Rezé MV               | 3:1 (24:26, 31:29, 25:19, 33:31)        | Stade Poitevin Poitiers      | 492    | Davy Moraes           |
| 16.04.2022  | 20:00 | Cambrai Volley               | 3:1 (25:17, 25:18, 24:26, 25:20)        | AS Cannes                    | 852    | Ramon Martinez-Gion   |
| 4. KOLEJKA  |       |                              |                                         |                              |        |                       |
| 20.04.2022  | 20:00 | Nantes Rezé MV               | 3:1 (25:22, 25:18, 28:30, 25:14)        | AS Cannes                    |        | Pétrus Montes         |
| 20.04.2022  | 20:00 | Stade Poitevin Poitiers      | 3:1 (30:28, 23:25, 25:19, 25:20)        | Plessis Robinson Volley Ball | 2202   | Javier Concepción     |
| 20.04.2022  | 20:30 | Spacer’s de Toulouse         | 1:3 (25:21, 20:25, 20:25, 18:25)        | Cambrai Volley               | 528    | Philipp Kroiss        |
| 5. KOLEJKA  |       |                              |                                         |                              |        |                       |
| 23.04.2022  | 19:00 | Plessis Robinson Volley Ball | 3:2 (25:22, 19:25, 25:21, 21:25, 15:12) | Nantes Rezé MV               | 450    | Antonin Rouzier       |
| 23.04.2022  | 19:00 | AS Cannes                    | 1:3 (25:18, 21:25, 21:25, 20:25)        | Spacer’s de Toulouse         | 531    | Joachim Panou         |
| 23.04.2022  | 20:00 | Cambrai Volley               | 0:3 (21:25, 23:25, 31:33)               | Stade Poitevin Poitiers      | 1283   | Javier Concepción     |
| 6. KOLEJKA  |       |                              |                                         |                              |        |                       |
| 30.04.2022  | 18:00 | AS Cannes                    | 3:1 (25:21, 26:28, 25:21, 25:22)        | Plessis Robinson Volley Ball | 292    | Filip Cveticanin      |
| 30.04.2022  | 20:00 | Cambrai Volley               | 3:2 (25:19, 25:11, 19:25, 17:25, 15:13) | Nantes Rezé MV               | 450    | Yago Dutra Oliveira   |
| 30.04.2022  | 20:00 | Spacer’s de Toulouse         | 3:0 (25:19, 25:20, 25:21)               | Stade Poitevin Poitiers      | 1326   | Joachim Panou         |
| 7. KOLEJKA  |       |                              |                                         |                              |        |                       |
| 04.05.2022  | 20:00 | Nantes Rezé MV               | 1:3 (25:20, 22:25, 24:26, 18:25)        | Spacer’s de Toulouse         |        | Thiago Veloso         |
| 04.05.2022  | 20:00 | AS Cannes                    | 1:3 (31:29, 27:29, 14:25, 32:34)        | Stade Poitevin Poitiers      |        | Axel Truhtchev        |
| 04.05.2022  | 20:00 | Plessis Robinson Volley Ball | 1:3 (22:25, 26:24, 23:25, 18:25)        | Cambrai Volley               | 270    | Tomislav Mitrašinović |
| 8. KOLEJKA  |       |                              |                                         |                              |        |                       |
| 07.05.2022  | 18:00 | AS Cannes                    | 2:3 (22:25, 20:25, 25:20, 25:22, 11:15) | Cambrai Volley               | 2129   | Tomislav Mitrašinović |
| 07.05.2022  | 19:30 | Stade Poitevin Poitiers      | 3:1 (24:26, 25:21, 25:13, 25:21)        | Nantes Rezé MV               | 1350   |                       |
| 07.05.2022  | 20:00 | Spacer’s de Toulouse         | 3:2 (25:21, 21:25, 19:25, 25:23, 15:11) | Plessis Robinson Volley Ball | 1128   | Nicolas Burel         |
| 9. KOLEJKA  |       |                              |                                         |                              |        |                       |
| 11.05.2022  | 20:00 | Cambrai Volley               | 3:0 (25:19, 25:19, 30:28)               | Spacer’s de Toulouse         | 673    | Gregor Ropret         |
| 11.05.2022  | 20:00 | AS Cannes                    | 2:3 (25:23, 25:20, 23:25, 24:26, 12:15) | Nantes Rezé MV               | 44     | Danijel Koncilja      |
| 11.05.2022  | 20:00 | Plessis Robinson Volley Ball | 1:3 (20:25, 17:25, 25:22, 19:25)        | Stade Poitevin Poitiers      | 500    | Axel Truhtchev        |
| 10. KOLEJKA |       |                              |                                         |                              |        |                       |
| 14.05.2022  | 20:00 | Spacer’s de Toulouse         | 3:0 (25:18, 25:18, 25:18)               | AS Cannes                    |        | Gijs Jorna            |
| 14.05.2022  | 20:00 | Nantes Rezé MV               | 0:3 (12:25, 23:25, 22:25)               | Plessis Robinson Volley Ball | 478    | Steve Peironet        |
| 14.05.2022  | 20:00 | Stade Poitevin Poitiers      | 3:1 (21:25, 25:16, 25:16, 25:19)        | Cambrai Volley               |        | Luca Ramon            |

### Tabela
| Lp. | Drużyna                      | Pkt | Mecze | Mecze | Mecze | Rodzaj wyniku | Rodzaj wyniku | Rodzaj wyniku | Rodzaj wyniku | Rodzaj wyniku | Rodzaj wyniku | Sety | Sety | Sety  | Małe punkty | Małe punkty | Małe punkty |
| Lp. | Drużyna                      | Pkt | M     | W     | P     | 3:0           | 3:1           | 3:2           | 2:3           | 1:3           | 0:3           | wyg. | prz. | stos. | zdob.       | str.        | stos.       |
| --- | ---------------------------- | --- | ----- | ----- | ----- | ------------- | ------------- | ------------- | ------------- | ------------- | ------------- | ---- | ---- | ----- | ----------- | ----------- | ----------- |
| 1   | Stade Poitevin Poitiers      | 30  | 10    | 7     | 3     | 1             | 5             | 1             | 1             | 1             | 1             | 24   | 16   | 1.5   | 967         | 912         | 1.06        |
| 2   | Spacer’s de Toulouse         | 26  | 10    | 7     | 3     | 2             | 3             | 2             | 1             | 1             | 1             | 24   | 16   | 1.5   | 913         | 877         | 1.04        |
| 3   | Cambrai Volley               | 24  | 10    | 8     | 2     | 2             | 3             | 3             | 0             | 1             | 1             | 25   | 15   | 1.67  | 912         | 857         | 1.06        |
| 4   | Plessis Robinson Volley Ball | 24  | 10    | 2     | 8     | 1             | 0             | 1             | 4             | 4             | 0             | 18   | 26   | 0.69  | 971         | 996         | 0.97        |
| 5   | Nantes Rezé MV               | 22  | 10    | 3     | 7     | 0             | 2             | 1             | 2             | 3             | 2             | 16   | 25   | 0.64  | 897         | 947         | 0.95        |
| 6   | AS Cannes                    | 9   | 10    | 3     | 7     | 0             | 1             | 2             | 2             | 4             | 1             | 17   | 26   | 0.65  | 941         | 1012        | 0.93        |

Źródło: LNV – Data Project (fr.)
Punktacja: 3:0 i 3:1 – 3 pkt; 3:2 – 2 pkt; 2:3 – 1 pkt; 1:3 i 0:3 – 0 pkt
Zasady ustalania kolejności: 1. liczba punktów; 2. mniejsza liczba dyscyplinarnie odjętych punktów; 3. liczba zwycięstw; 4. stosunek setów; 5. stosunek małych punktów; 6. bilans w bezpośrednich meczach
Uwagi: Kluby fazę play-down rozpoczynały z następującą liczbą punktów: Plessis Robinson Volley Ball – 15 pkt; Nantes Rezé MV – 12 pkt; Stade Poitevin Poitiers – 9 pkt; Spacer’s de Toulouse – 6 pkt; Cambrai Volley – 3 pkt; AS Cannes – 0 pkt.
     spadek do Ligue B

## Klasyfikacja końcowa
| Lp. | Drużyna                      |
| --- | ---------------------------- |
| 1.  | Montpellier HSC VB           |
| 2.  | Tours VB                     |
| 3.  | Chaumont VB 52 Haute-Marne   |
| 4.  | Narbonne Volley              |
| 5.  | Arago de Sète                |
| 6.  | Paris Volley                 |
| 7.  | Tourcoing LM                 |
| 8.  | Nice VB                      |
| 9.  | Stade Poitevin Poitiers      |
| 10. | Spacer’s de Toulouse         |
| 11. | Cambrai Volley               |
| 12. | Plessis Robinson Volley Ball |
| 13. | Nantes Rezé MV               |
| 14. | AS Cannes                    |

     Liga Mistrzów 2022/2023
     Puchar CEV 2022/2023
     spadek do Ligue B